# تافراوت نبن إعيش (إد اوسوكم)
تافراوت نبن إعيش هو دُوَّار يقع بجماعة اثنين أملو، إقليم سيدي إفني، جهة كلميم واد نون في المملكة المغربية. ينتمي الدوّار لمشيخة إد اوسوكم التي تضم 14 دوار. يقدر عدد سكانه بـ 115 نسمة حسب الإحصاء الرسمي للسكان والسكنى لسنة 2004.

## روابط خارجية
- البوابة الوطنية للجماعات الترابية نسخة محفوظة 12 مارس 2018 على موقع واي باك مشين.
- المندوبية السامية للتخطيط